# Al-Riyadh SC
Der al-Riyadh Saudi Club (arabisch نادي الرياض, DMG Nādī r-Riyāḍ) ist ein 1953 gegründeter, saudi-arabischer Fußballklub mit Sitz in der Hauptstadt des Landes Riad, innerhalb der Provinz asch-Scharqiyya.

## Geschichte

### Anfänge als Fahrstuhlmannschaft
Der Klub wurde im Jahr 1953 unter dem Namen Ahli al-Riyadh (أهلي الرياض, DMG Ahlī r-Riyāḍ) gegründet. Später trug er den Namen al-Yamama und danach den heutigen Namen al-Riyad. Dieser Namenswechsel erfolgte zur Saison 1975/76, in welcher der Klub auch in der ersten Liga spielte. Nachdem die Vorsaison vorzeitig abgebrochen wurde, landete der Klub mit fünf Punkten nach der Folgesaison auf dem letzten Platz, womit die Mannschaft in die zweite Liga absteigen musste. Zur Saison 1978/79 kehrte der Klub aber direkt wieder zurück, nur um am Saisonende wieder als letzter abzusteigen. Die nächste Rückkehr fand danach zur Spielzeit 1980/81 ab, jedoch auch hier stieg man direkt wieder ab. In der Folgesaison wurde die erste Liga jedoch vergrößert, womit man die Klasse erst einmal halten konnte, über den siebten Platz reichte es nach der Runde 1981/82 jedoch nicht für den Klassenerhalt. Die Saison 1983/84 war dann mal wieder eine Saison für den Klub mit Präsenz in der ersten Liga, wo es ein weiteres Mal nur für den letzten Platz reichte. Diesmal musste das Team aber nicht absteigen, weil die Liga zur nächsten Saison auf zwölf Mannschaften erweitert wurde. Dies war dann auch der Startschuss für eine Zeit in der al-Riyadh nicht nach einem Aufstieg direkt wieder runter musste. Dies passierte danach erst am Ende der Spielzeit 1985/86 wieder.

### Goldener 1990er Jahre
Bis zum nächsten Aufstieg dauerte es nun wieder ein wenig. Dies gelang erst wieder zur Runde 1989/90 wo mit 18 Punkten über den zehnten Platz auch der Klassenerhalt gelang. Die Saison 1993/94 geht dann wohl als die bislang erfolgreichste des Klubs in die Geschichte ein. In der Liga gelingt ein mit 39 Punkten nie in dieser höhe erreichter zweiter Platz und im Pokalfinale kann ein später 1:0-Sieg über al-Shabab gefeiert werden. Was den ersten Titelgewinn der Klubgeschichte bedeutete. Damit nahm die Mannschaft auch an ihrem ersten Internationalen Turnier teil, dem Asienpokal der Pokalsieger 1995/96. Nachdem dem Klub in der ersten Runden dem Klub hier ein Freilos weiterbringt, gelingt in der zweiten Runde nach Hin- und Rückspiel ein 5:0-Sieg über den libanesischen Vertreter Homenmen Beirut. Erst im Viertelfinale schied man nach einem 2:2 aufgrund der Auswärtstorregel gegen den kuwaitischen Kazma SC aus dem Turnier aus. Als Halbfinalist im Arabischen Pokal der Pokalsieger der Ausgabe 1995 nahm man dann auch aus unbekannten Gründen am Arabischen Super Cup teil wo man ebenfalls zweiter wurde. in der Pokalsaison 1997/98 gelingt dann auch nochmal ein zweiter Platz. An die höheren Positionierungen in der Liga kann man dann auch danach nicht mehr anknüpfen und dümpelt immer im Mittelfeld herum.

### Abstieg bis in die dritte Liga seit den 2000er Jahren
Trotzdem kann man sich noch relativ lange in der Spielklasse halten, muss dann aber schließlich nach dem Ende der Saison 2004/05 mit 19 Punkten auf dem elften Platz die Liga wieder verlassen. Die nächsten Jahre sind von Mittelmäßigkeit in der zweiten Liga geprägt, in welchen man aber auch teilweise immer mehr nach unten driftet. Nach der Spielzeit 2015/16 passiert es dann und die Mannschaft musste mit 29 Punkten über den 15. Platz in die dritte Liga hinunter. Hier spielt der Klub auch noch bis heute.